# میرصالح مظفرزاده

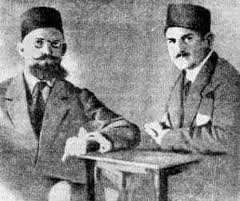
نمایندگان اعزامی میرزا به مسکو از راست: میرصالح مظفرزاده و گائوک آلمانی

میرصالح مظفرزاده (زاده ۱۲۷۷ در رشت – درگذشته ۱۳۴۳ در تهران) از رجال نهضت جنگل و نماینده رشت در دوره ۱۴ مجلس شورای ملی بود.

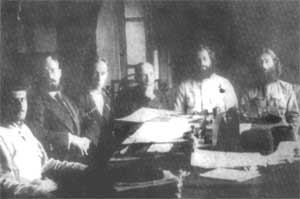
مظفرزاده در جلسه شورای انقلاب جنگل

## زندگی
میرصالح مظفرزاده فرزند سید مظفر طبیب گیلانی (مظفرالحکما) در سال ۱۲۷۷ (۱۳۱۶) در رشت به دنیا آمد. او در ضمن تحصیل در مدارس رشت، به فراگیری زبان روسی پرداخت و در آغاز کار به منشی گری و مترجمی در تجارتخانه‌های رشت می‌پرداخت.
او در جوانی به نهضت جنگل پیوست و خیلی زود در شمار نزدیکان میرزا کوچک خان قرار گرفت. در سال ۱۲۹۹ ه‍.ش به عضویت کمیته انقلاب سرخ گیلان درآمد ولی اندکی بعد از طرف میرزا کوچک خان مأمور شد تا به همراه گائوک آلمانی به روسیه برود و نارضایتی نامبرده از خودسری‌های بلشویک‌های گیلان را به اطلاع دولت سویت شوروی برساند.
مظفرزاده پس از بازگشت به ایران، بار دیگر از طرف میرزا مأمور شد تا به همراه میرزا محمدی انشایی به تهران برود و با نمایندگان مجلس و میرزا احمد قوام (قوام السلطنه) رئیس الوزرای وقت مذاکره کند.
وی پس از سرکوب نهضت جنگل مغضوب هیئت حاکمه شد و به کار نویسندگی در روزنامه طلوع و مجله فرهنگ و ترجمه کتاب روی آورد. پس از چندی به استخدام شهرداری رشت درآمد و سپس به سازمان ثبت اسناد و املاک کشور منتقل شد و سال‌ها ریاست ادارات ثبت رشت و قزوین و کرمانشاه را بر عهده داشت.
مظفرزاده پس از بازگشت به گیلان در سال ۱۳۲۰ و پس از استعفای رضا شاه پهلوی، «حزب جنگل» را در گیلان تشکیل داد و در سال ۱۳۲۲ ه‍.ش از رشت به نمایندگی دوره ۱۴ مجلس شورای ملی انتخاب شد. او پس از اتمام دوره نمایندگی، ریاست یکی از دفاتر رسمی ثبت را عهده‌دار شد و در ضمن به چای‌کاری و روزنامه‌نگاری و ترجمه می‌پرداخت. تا اینکه در سال ۱۳۳۰ به تهران رفت و روزنامه «به سوی هدف» را منتشر نمود.
میر صالح مظفرزاده ۳ دختر و ۲ نوه و ۳ نتیجه دارد که مقیم کشورهای آمریکا، انگلستان و هلند هستند. او عاقبت در سال ۱۳۴۳ در ۶۶ سالگی در تهران درگذشت.